# رجل الحلوى (فلم 2021)
رجل الحلوى (بالإنجليزية: Candyman) هو فيلم رعب خارق للطبيعة،تقطيع أمريكي قادم من إخراج نيا داكوستا وكتابة جوردان بيل وداكوستا،ومن بطولة يحيى عبد المتين الثاني،تيونا باريس،ناثان ستيوارت جاريت،كولمان دومينغو،توني تود وفانيسا وليامز.
من المقرر عرض الفيلم في 2021.

## روابط خارجية
- الموقع الرسمي
- مقالات تستعمل روابط فنية بلا صلة مع ويكي بيانات

لا توجد روابط لمواقع التواصل الاجتماعي.